# Joanna Lumley
Joanna Lamond Lumley OBE, RGS, (Srinagar, 1 de mayo de 1946) es una actriz,exmodelo, escritora y presentadora de televisión británica. Fue nominada a los BAFTA en 1998 y es conocida también por su labor como activista.

## Biografía
Nacida en la India Británica, su padre era el militar James Rutherford-Lumley. Creció en Kent y comenzó trabajando como modelo. Hizo su debut cinematográfico con pequeños papeles en la película Some Girls Do de Ralph Thomas, en 1969 y On Her Majesty's Secret Service, de Peter R. Hunt. En 1992, con Jennifer Saunders, tuvo gran éxito con Absolutely Fabulous con el papel de Patsy  Stone, con el que ganó un BAFTA.

## Filmografía parcial
- 1969 - Some Girls Do
- 1969 - On Her Majesty's Secret Service – Chica inglesa
- 1970 - The Breaking of Bumbo - Susie
- 1970 - Games That Lovers Play - Fanny Hill
- 1970 - Tam-Lin - Georgia
- 1971 - The House That Dripped Blood
- 1973 - Don't Just Lie There, Say Something! - Giselle Parkyn
- 1973 - The Satanic Rites of Dracula - Jessica Van Helsing
- 1982 - Trail of the Pink Panther - Marie Jouvet
- 1983 - Curse of the Pink Panther - Condesa Chandra
- 1989 - Shirley Valentine - Marjorie Majors
- 1995 - Innocent Lies - Lady Helena Graves
- 1996 - James and the Giant Peach - Tía Spiker
- 1997 - Prince Valiant - Morgana le Fay
- 1999 - Parting Shots - Freda
- 1999 - Mad Cows - Gillian
- 2000 - Maybe Baby - Sheila
- 2000 - Whispers: An Elephant's Tale - Half Tusk (voz)
- 2001 - The Cat's Meow - Elinor Glyn
- 2004 - Standing Room  - Cortometraje
- 2004 - EuroTrip - Hostel Clerk
- 2004 - Ella Enchanted - Dame Olga
- 2005 - Pollux, le manège enchanté - Ermintrude
- 2005 - Corpse Bride - Maudeline Everglot
- 2006 - Dolls - Madame Muscat (corto)
- 2009 - Boogie Woogie - Alfreda Rhinegold
- 2010 - Animals United - Giselle
- 2011 - Late Bloomers - Charlotte
- 2013 - El lobo de Wall Street – Tía Emma

### Televisión
- 1969 - The Wednesday Play - Elsie Engelfield
- 1971 - It's Awfully Bad For Your Eyes, Darling - Samantha Ryder-Ross
- 1972 - Steptoe and Son - Bunty (1 episodio: 'Loathe Story')
- 1973 - Coronation Street - Elaine Perkins (102 episodios)
- 1973-75 - Are You Being Served? – Señora francoalemana (2 episodios: 'His and Hers', 'German Week')
- 1976 - The Cuckoo Waltz - Harriet Paulden (1 episodio 'Babysitter')
- 1976-77 - Los nuevos vengadores - Purdey (26 episodios)
- 1979 - The Plank - Autoestopista
- 1979-82 - Sapphire & Steel - Sapphire (34 episodios)
- 1981-85 - The Kenny Everett Television Show -(5 episodios)
- 1982 - The Weather in the Streets - Kate - Telefilme
- 1984 - Mistral's Daughter - Lally Longbridge - Miniserie
- 1984 - The Glory Boys - Helen - Telefilme
- 1984 - Oxbridge Blues - Gigi (1 episodio: 'That Was Tory')
- 1986 - The Two Ronnies - Miss Dibley (1 episódio)
- 1990 - A Ghost in Monte Carlo - Lady Drayton - Telefilme
- 1991 - A Perfect Hero - Loretta Stone - Miniserie
- 1992 - Lovejoy (tv) - Victoria Cavero (3 episodios)
- 1992 - 1996 - 2001-2004 2011- Absolutely Fabulous - Patsy Stone (37 episodios) (1993)
- 1993 - Cluedo - Mrs. Peacock (6 episodios)
- 1994 - Girl Friday - serie
- 1994-95 - Class Act - Kate Swift (14 episodios)
- 1995 - Cold Comfort Farm -  Mrs. Mary Smiling - Telefilme
- 1995 - The Forgotten Toys - Annie (voz)
- 1996 - Roseanne - Patsy Stone (1 episódio: 'Satan, Darling')
- 1998 - The Tale of Sweeney Todd - Mrs. Lovett- Telefilme
- 1998 - Coming Home - Diana Carey-Lewis - serie
- 1998 - A Rather English Marriage - Liz Franks - Telefilme
- 1999 - Alice in Wonderland - Tiger Lily- Telefilme
- 1999 - Nancherrow - Diana Carey-Lewis - Telefilme
- 1999 - Foxbusters - Sims (voz)
- 1999 - Dr Willoughby - Donna Sinclair - serie
- 1999 - Doctor Who Comic Relief - Thirteenth Doctor (Doctor Who Comic Relief special: The Curse of Fatal Death)
- 2000 - Mirrorball -  Jackie Riviera (Piloto)
- 2002 - Up In Town - Madison Blakelock - serie
- 2004, 2009 - Marple - Dolly Bantry (2 episódios: 'The Body in the Library' & 'The Mirror Crack'd from Side to Side')
- 2005-07 - Sensitive Skin - Davina Jackson (12 episodios)
- 2006–2008 - Jam & Jerusalem - Delilah Stagg (6 episodios)
- 2009 - Lewis - Esme Ford (1 episodio: 'Counter Culture Blues')
- 2010  - Mistresses - Vivienne Roden (4 episodios)
- 2010 - Joanna Lumley's Nile - documental
- 2011 - Joanna Lumley's Greek Odyssey
- 2012 - Little Crackers (1 episodios)
- 2012 - Joanna Lumley: The Search for Noah's Ark - documental
- 2013 - Jonathan Creek (1 episodio)
- 2014 - Joanna Lumley Meets William - documental
- 2015 - Joanna Lumley's Trans-Siberian Adventure - documental
- 2015 - Joanna Lumley: Elvis and Me - documental
- 2016 - Joanna Lumley's Japan - documental
- 2018 - Joanna Lumley The Silk Road Adventure - documental
- 2024 - Fool Me Once - Judith Burkett
- 2025 - Merlina- abuela

## Libros
- Peacocks and Commas: Best of the "Spectator" Competitions (1983) – Editora
- Stare Back and Smile: Memoirs (1989) – Memoria
- Forces Sweethearts (1993) – Editora
- Girl Friday (1994)
- In the Kingdom of the Thunder Dragon (1997)
- No Room for Secrets (2005) – Memoria
- Absolutely (2011) – Memoria

Además ha puesto voz a varios audiolibros.